# 頭孔塘鱧
頭孔塘鳢（学名：Ophiocara porocephala），俗名黑咕嚕仔。孔头蛇塘鳢。塘鳢科头孔塘鳢属的一种鱼类。

## 分布
本魚分布於印度西太平洋區，包括東非、葛摩、留尼旺、塞席爾群島、孟加拉、印度、泰國、日本、臺灣、中國、馬來西亞、菲律賓、巴布亞紐幾內亞、印尼、澳洲、帛琉等地區。

## 特徵
本魚體延長，下頷突出，眼中大，位於頭部上方，體為暗灰色或灰黑色，雄魚體側散布數列不規則的白斑點，鱗片細小，胸鰭大，腹鰭分離，尾柄長。背鰭硬棘7枚，背鰭軟條8至9枚，臀鰭硬棘1枚，臀鰭軟條7枚，體長可達34公分。

## 生態
本魚棲息在紅樹林區的沙泥底質水域，屬底棲性魚類，平時停棲在沙泥表面或樹枝氣根上，很少游動，屬肉食性，以小型底棲性無脊椎動物為食。

## 經濟利用
可做為觀賞魚。